# Arredio-do-rio
O Arredio-do-rio ou rabo-espinhoso-vulpino (Cranioleuca vulpina) é uma espécie de ave da família Furnariidae.
Pode ser encontrada nos seguintes países: Bolívia, Brasil, Colômbia, Guiana, Panamá e Venezuela.
Os seus habitats naturais são: florestas subtropicais ou tropicais húmidas de baixa altitude e matagal húmido tropical ou subtropical.